# Ouisticram et ses évolutions
Ouisticram, Chimpenfeu et Simiabraz sont des Pokémon.

### Conception graphique

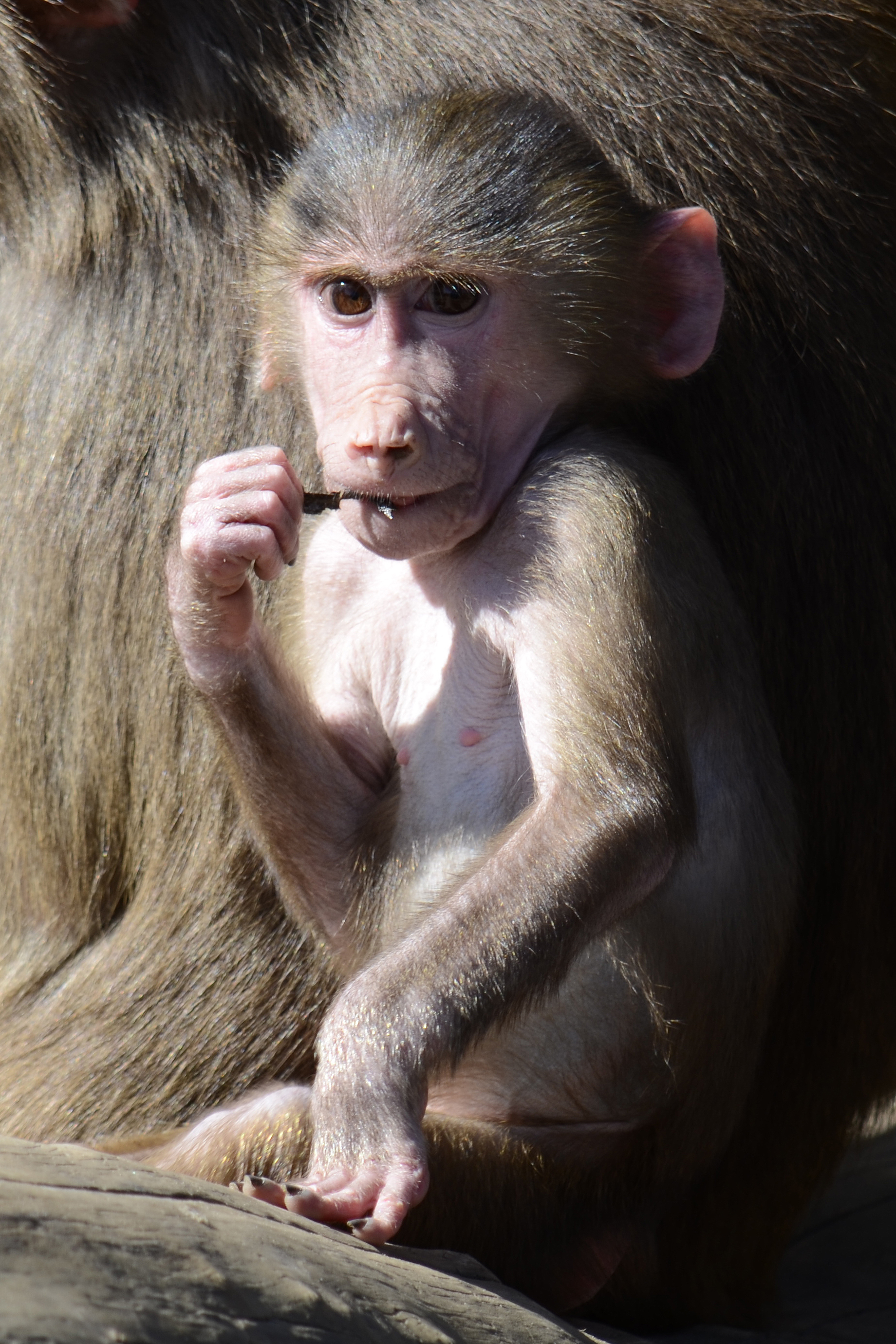
Le babouin a pu servir de modèle pour Ouisticram.

## Création

### Étymologie
Le nom d'Ouisticram provient de « ouistiti » et de « crame» (mot familier pour « brûler »).

## Description
Ouisticram 
Le derrière de Ouisticram est constamment en feu même lorsqu'il se trouve sous la pluie.
```
Sa flamme faiblit quand il ne se sent pas bien.
```

Chimpenfeu 
Chimpenfeu est un excellent grimpeur, ce qui lui permet de sauter sur ses ennemis. 
Il contrôle l'intensité de la flamme de sa queue pour tenir ses adversaires à distance.
```
Simiabraz 
```

Rapide et agile,Simiabraz a sa propre technique de combat qui utilise ses quatre pattes. 
Le feu qui brûle sur sa tête est le reflet de celui qui anime son esprit.

## Apparitions

### Jeux vidéo
Ouisticram, Chimpenfeu, Simiabraz apparaissent dans série de jeux vidéo Pokémon. D'abord en japonais, puis traduits en plusieurs autres langues, ces jeux ont été vendus à plus de 200 millions d'exemplaires à travers le monde.

### Série télévisée et films
La série télévisée Pokémon ainsi que les films sont des aventures séparées de la plupart des autres versions de Pokémon et mettent en scène Sacha en tant que personnage principal. Sacha et ses compagnons voyagent à travers le monde Pokémon en combattant d'autres dresseurs Pokémon.
Le dresseur Paul, connu pour être désagréable avec tout le monde (y compris sa propre équipe si l'un de ses membres perd), a recueilli un Ouisticram alors que celui-ci utilisait sa capacité spéciale Brasier contre une horde de Mangriff qui le harcelait. Il subit un entraînement très difficile, proche de la torture, pour pouvoir réutiliser Brasier. Un jour, le Pokémon de feu se retrouve face à un Mangriff mais n'utilise pas Brasier. Paul le relâche (ou plutôt l'abandonne) mais Sacha le recueille (chose qui s'était déjà produite avec son Salamèche dans la saison 1) et l'entraîne plus doucement, lui permettant d'évoluer en Chimpenfeu, puis en Simiabraz. Ouisiticram a une voix similaire à Salamèche et Manzai en français.